# Мелино (Вологодская область)
Мелино — деревня в Сокольском районе Вологодской области.
Входит в состав Чучковского сельского поселения, с точки зрения административно-территориального деления — в Чучковский сельсовет. Расположена к северу от автодороги А123.
Расстояние по автодороге до районного центра Сокола — 87 км, до центра муниципального образования Чучкова — 5 км. Ближайшие населённые пункты — Тишино, Клинцово, Билино, Курган.
По переписи 2002 года население — 4 человека.